# San Marzanotto
San Marzanotto (San Marsanòt in dialetto astigiano) è una frazione del comune di Asti e uno dei Borghi che partecipa al Palio della città. Si trova a sud, alla periferia della città di Asti. Si divide in due frazioni: San Marzanotto Piana, situata lungo la strada della valle Tanaro che collega Asti ad Isola d'Asti e Alba, fiancheggiata dalla ferrovia Asti-Alba (chiusa al traffico nel 2012) e San Marzanotto Paese, con il nucleo storico, più in alto in collina.

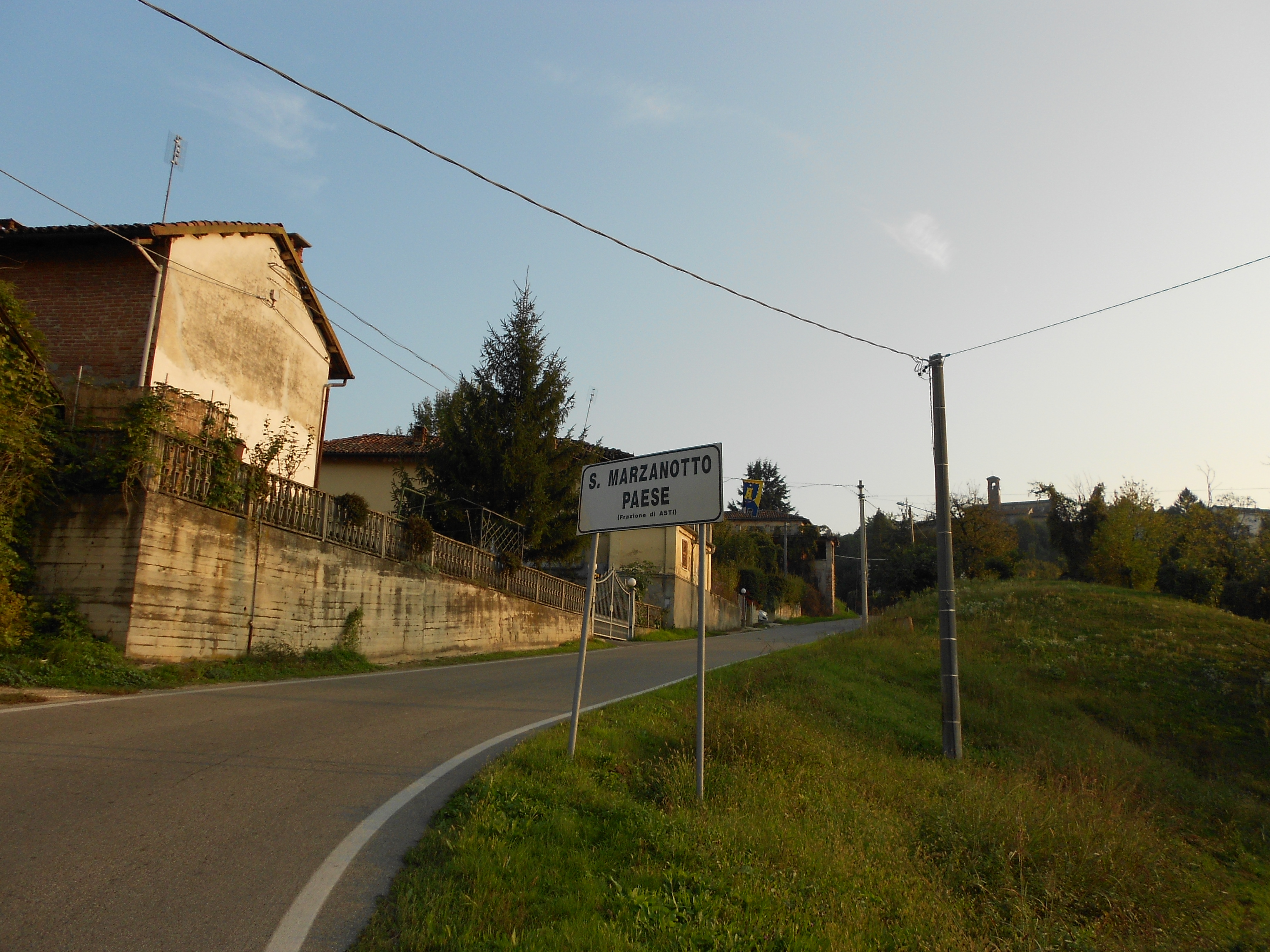
San Marzanotto Paese, l'ingresso.

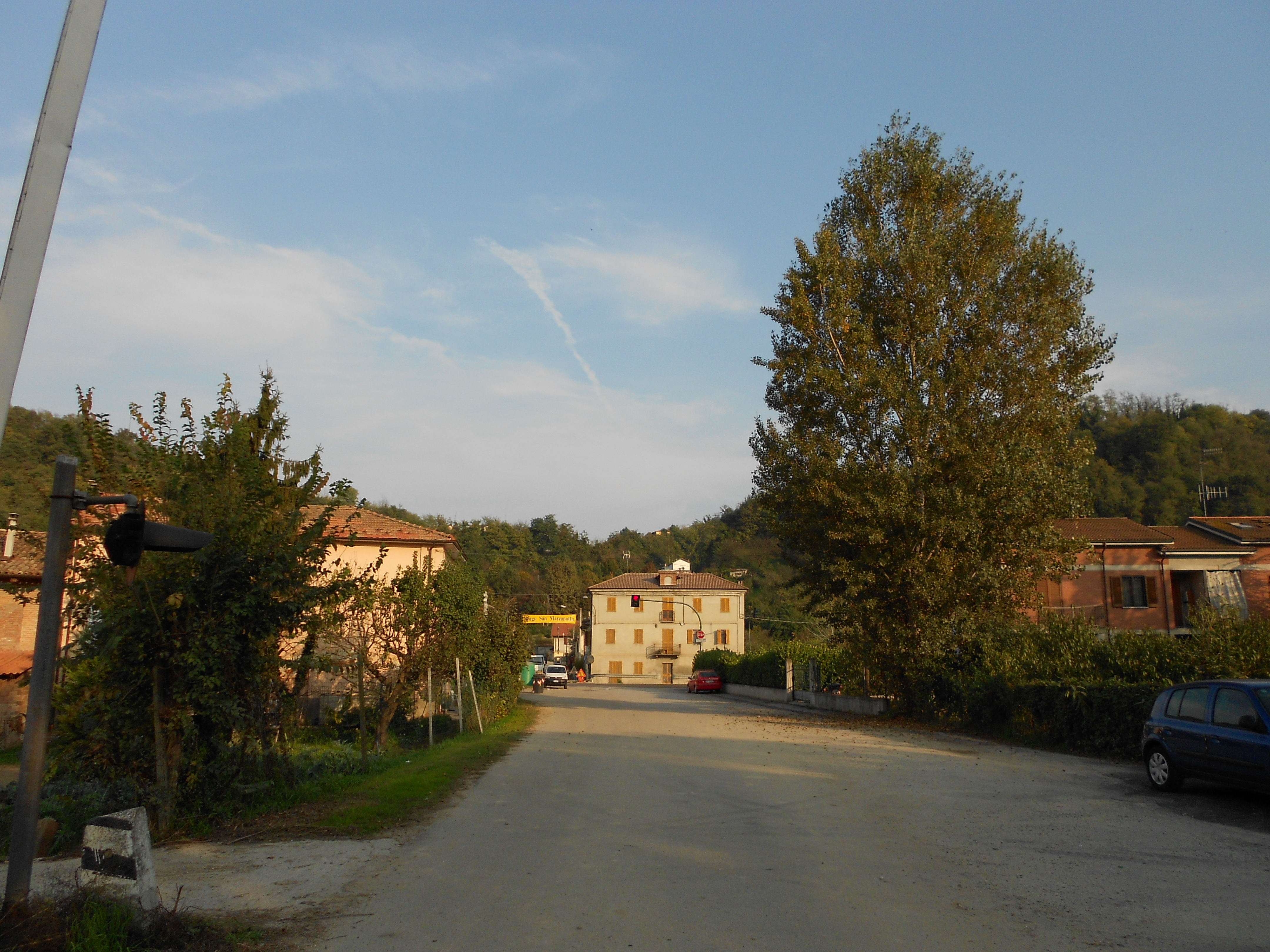
San marzanotto Piana.

## Storia

### Le origini
Il primo insediamento di San Marzanotto (Sanctum Marcianum de Rupe Sclavina) risale circa al XII secolo. In precedenza (875), l'area apparteneva al territorio di Nante, che comprendeva anche Rocca Schiavina  ed il Castrum Berengarii (Belangero).
La località di San Marzanotto appare per la prima volta in un documento ufficiale, col nome di S. Marcianum de Rocha Sclavina (1159), nel diploma con cui Federico Barbarossa concesse al Comune di Asti il dominio di varie località.
Questi possedimenti, concessi dall'imperatore germanico, erano compresi nel raggio di 10 chilometri dalla città di Asti e facevano parte delle "ville veteres Comunis Ast", quaranta località che rappresentavano il primo territorio "annesso" dal Comune di Asti nella sua politica espansionistica.
Gli abitanti di questi territori erano considerati cittadini Astigiani a tutti gli effetti, e come tali, pagavano un'imposta annua. Nella prima area, situata oltre il Tanaro, era compreso S. Marzanotto, con Azzano, Montemarzo, Nante (località scomparsa, localizzabile nei pressi della cascina S. Secondo, presso il Torrazzo), Mongardino e Belangero.

### Sotto il dominio Orleanese
Tra la fine del Trecento e gli inizi del Quattrocento, gli Orleans modificano la denominazione del Borgo con il nome in Sanctus Macianotus.
Nel 1364 San Marzanotto ritorna sotto il dominio astigiano e nel 1378 è tra i territori della Contea di Asti in dote a Valentina Visconti, in occasione del matrimonio con Luigi d'Orléans.

### I Savoia
Nel 1576 S. Marzanotto giurò fedeltà ai Savoia.

In questo periodo, il Borgo venne accorpato nelle "ventine", termine sopravvissuto fino ai giorni nostri per indicare le frazioni di cui è composto il territorio municipale.
Dagli ordinati comunali di San Marzanotto, che abbracciano il periodo dal 1621 al 1929, si evince che la popolazione di San Marzanotto fu sempre una comunità molto unita, stretta intorno alla chiesa di Sanctum Marcianum.
In una relazione dell'intendente regio nel 1753 (manoscritto presso la Biblioteca civica), San Marzanotto è descritto come un piccolo luogo, di proprietà di  Francesco Amedeo Roero di San Severino, residente a Torino. Il Borgo si presentava con campi coltivati, vigne, alberi da frutto, boschi. Le principali attività erano la vendita del vino e l'allevamento dei bachi da seta.
Per quanto riguarda le chiese e le congregazioni religiose, nel borgo erano presenti, oltre alla chiesa parrocchiale, la confraternita della SS. Trinità e tre compagnie: del Corpo del Signore, del Rosario e di San Martino.

### Napoleone Bonaparte
Con il trattato di Cherasco del 17 aprile 1796 e con la pace di Parigi del 15 maggio, le truppe di Bonaparte occuparono gran parte del Piemonte, ma non la capitale in cui entravano il 6 dicembre 1798.
Il 21 settembre 1802 il Piemonte fu annesso alla Francia, con la suddivisione in sei dipartimenti: Po, Dora, Stura, Sesia, Marengo e Tanaro.

San Marzanotto fece parte di quello di Marengo, Circoscrizione di Asti, Mandamento di Rocca d'Arazzo.
Caduto Napoleone, Vittorio Emanuele re di Sardegna ritornò sul trono (10 maggio 1814).
San Marzanotto diventò comune con un proprio sindaco e propri consiglieri e nel 1853 fu aggregato al Mandamento di Asti. Nel 1929 il comune cessò di esistere per essere accorpato alle frazioni (ventine) del comune di Asti. Dal 1980, con l'aggregazione della località Valle Tanaro, venne istituita la Circoscrizione S. Marzanotto - Valle Tanaro.

### Simboli
Lo stemma di San Marzanotto è costituito da uno scudo azzurro, con al centro un maschio merlato d'oro. Il maschio è sormontato da una stella a otto punte d'argento.

Lo scudo presenta la bordura composta d'argento e di rosso.
Lo stemma riprende (con la sola aggiunta della stella) il blasone della famiglia Asinari e fu anche utilizzato come simbolo comunale ai tempi dell'indipendenza municipale di San Marzanotto, l'unica differenza era la torre, posta su di un monte verde composto da tre cime all'italiana.

## Monumenti e luoghi d'interesse

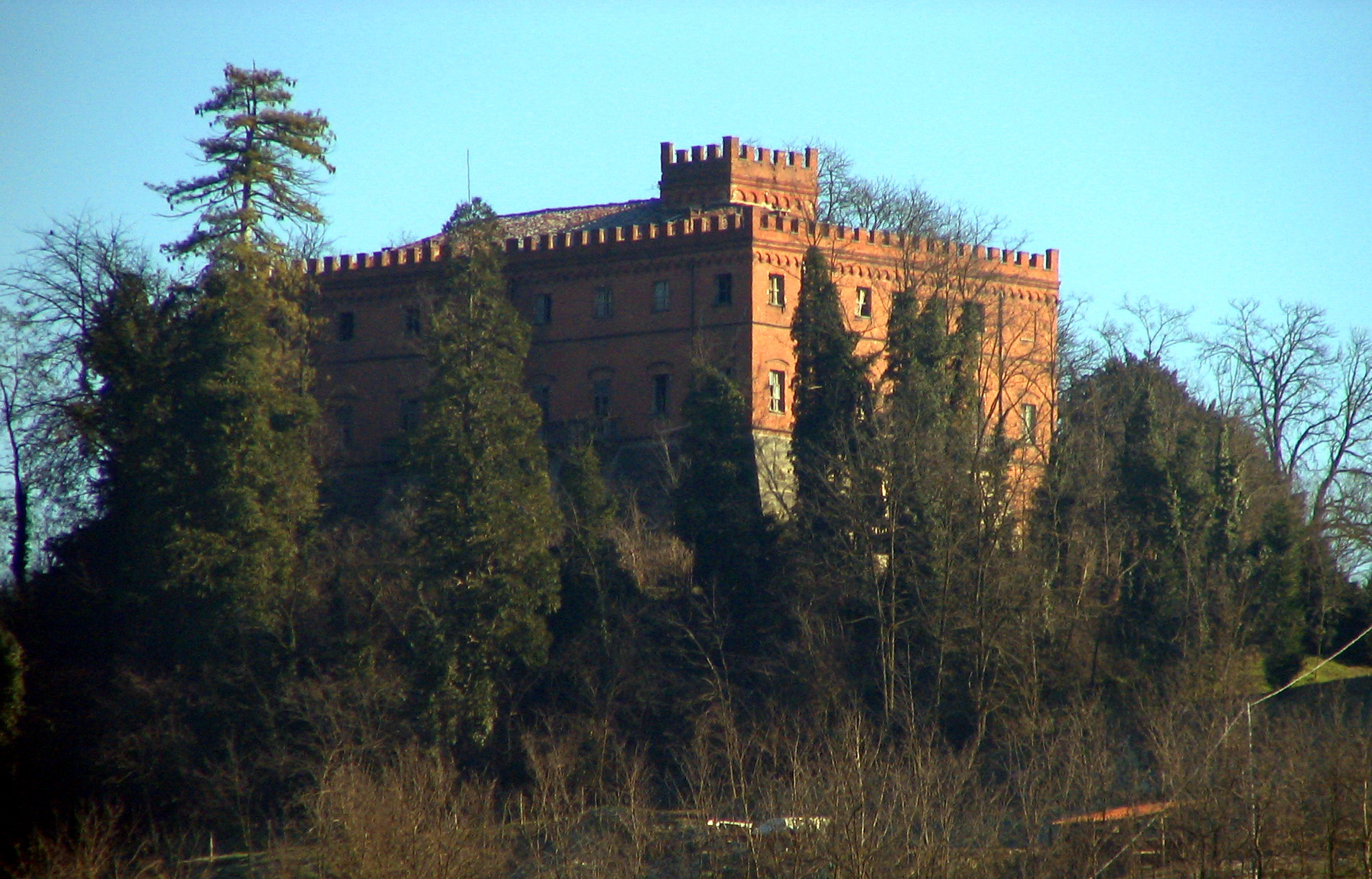
Il Castello di Belangero

### Il castello di Belangero
Sorge sulle colline della riva destra del Tanaro, tra Isola d'Asti, Mongardino e San Marzanotto.
La data di costruzione è incerta e la leggenda vuole che la sua fondazione si debba a Berengario I, sul principio del X secolo.
Ulteriori ricerche spostano la data alla metà del secolo X. Il Gabiani lo descrive come un edificio tozzo a tre piani.
Al suo interno il castello ha subito nel tempo molti rimaneggiamenti.
Si ricorda, tra gli ospiti illustri, anche il conte Camillo Benso di Cavour.

## Cultura

### Il Palio di Asti
La partecipazione al Palio di Asti del Borgo di San Marzanotto è recente, essendo l'ultimo partecipante iscritto alla corsa dei ventuno attuali. Per esso solamente alcuni piazzamenti nella finale, ma per ora è ancora a digiuno di vittorie. Il miglior risultato ottenuto finora è stato il terzo posto del 2005, col fantino Claudio Bandini detto Batticuore.
Il gruppo Musici e Sbandieratori di San Marzanotto è dal 7 marzo 2009 affiliato alla Federazione Italiana Sbandieratori. È il quarto rione di Asti dopo San Lazzaro, Santa Caterina e San Paolo ad essersi affiliato.

## Infrastrutture e trasporti

### Ferrovie

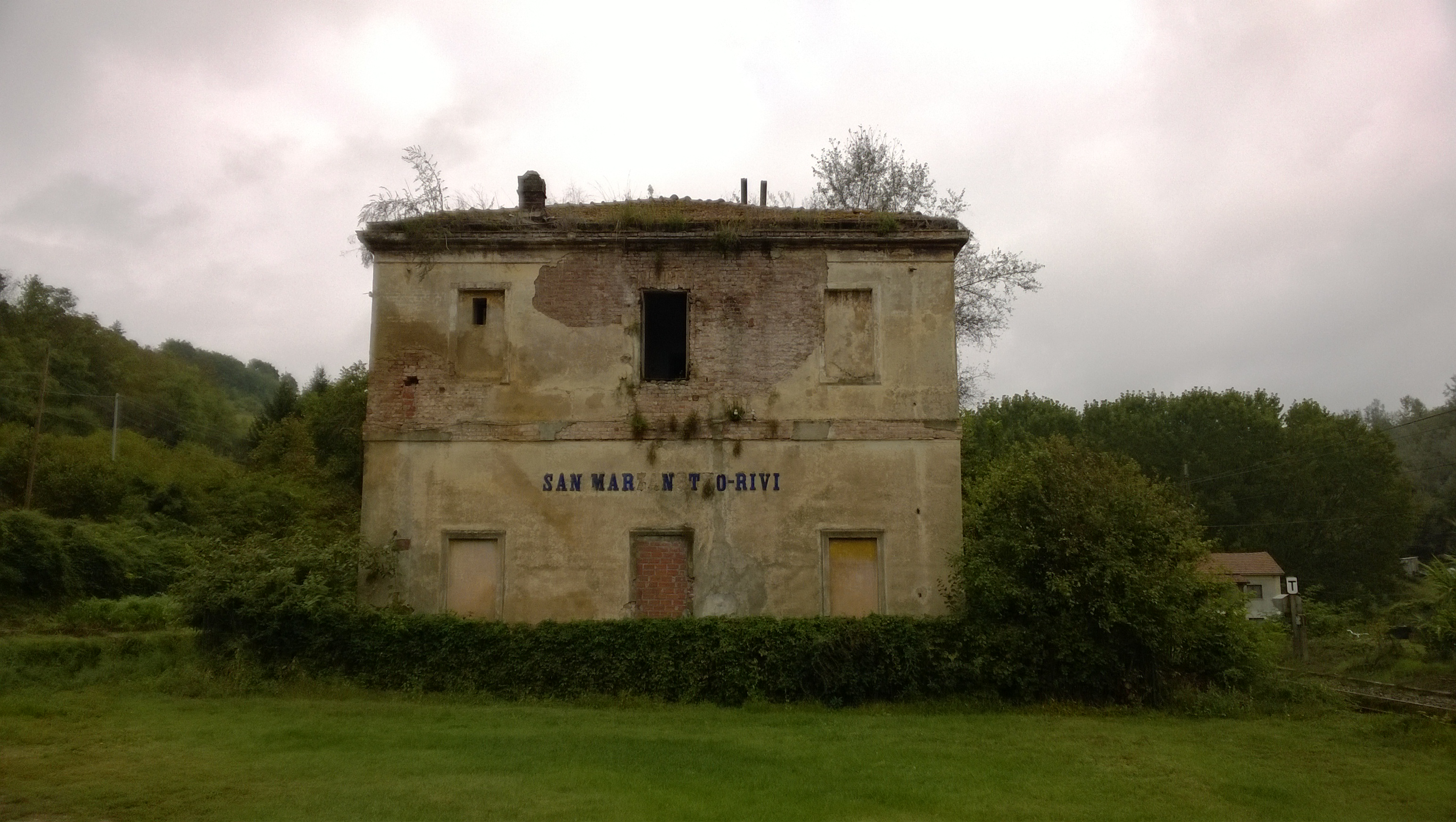
La stazione di San Marzanotto Rivi in stato di abbandono

In passato San Marzanotto era dotata di due stazioni ferroviarie: la stazione di San Marzanotto, situata nella frazione Piana, lungo la ferrovia Asti-Castagnole e chiusa nel 2003, e la stazione di San Marzanotto Rivi, situata nella frazione Rivi, lungo la linea Asti-Genova, che risultava già chiusa negli anni settanta.